# وایشوتس
وایشوتس (به آلمانی: Weischütz) یک منطقهٔ مسکونی در آلمان است که در فریبورگ (اون‌اشتروت) واقع شده‌است. وایشوتس ۱۸۴ نفر جمعیت دارد.